# David McBride
David William McBride (Sydney, 15 dicembre 1963) è un giornalista australiano, ex capitano dell'Esercito britannico e avvocato militare dell'Esercito australiano.
Nel 2017 McBride rende pubblica la raccolta di documenti Afghan Files tramite la rete televisiva australiana (ABC). Questi ultimi contenevano informazioni su crimini di guerra commessi dai soldati australiani in Afghanistan. Poco tempo dopo, McBride viene accusato di aver diffuso illegalmente informazioni riservate e, nel 2018, viene arrestato dall'AFP (Australian Federal Police).
Nel 2023, dopo essere stato formalmente accusato quattro anni e otto mesi prima, McBride viene processato. Il 14 maggio 2024, McBride viene dichiarato colpevole e viene condannato a cinque anni e otto mesi di prigione, senza la possibilità di libertà condizionale per due anni e tre mesi.

## Biografia

### Origini e formazione
McBride nasce nel 1963 a Sydney da una coppia di medici, William McBride e Patricia McBride (nata Glover). Ha due sorelle, Catherine e Louise, e un fratello, John.
Si laurea in giurisprudenza presso l'Università di Sydney e ottiene una borsa di studio per un secondo corso di laurea in giurisprudenza presso l'Università di Oxford.

### Carriera
McBride entra a far parte dell'Esercito britannico e presta servizio in Germania prima di entrare nella Reale accademia militare di Sandhurst. In seguito, viene mandato in Nord Irlanda al comando di un plotone appartenente al reggimento Blues and Royals. Lascia l'esercito dopo non aver completato i requisiti di ingresso per lo Special Air Service.
Dopo un periodo di vita civile, tra cui lavori di sicurezza in Ruanda e Zaire, un periodo come "segugio" nel reality show televisivo britannico degli anni '90, Wanted, e uno come consulente per la sicurezza della serie Journeys to the Ends of the Earth e un tentativo fallito nel 2003 di vincere un seggio dell'Assemblea legislativa del Nuovo Galles del Sud in rappresentanza di Coogee, per il Partito Liberale australiano, si arruola nell'Esercito australiano come avvocato.
McBride viene dislocato due volte in Afghanistan, nel 2011 e nel 2013. Nel 2017, viene congedato con la diagnosi di disturbo da stress post-traumatico.
Nel 2023, McBride pubblica la sua biografia The Nature of Honour (non ancora tradotto in Italiano).

## La diffusione dei documenti militari
Nel 2016, McBride divulga documenti militari classificati all'Australian Broadcasting Corporation (ABC). McBride aveva precedentemente sollevato preoccupazioni all'interno della Forza di Difesa australiana riguardo ai pericoli che, a suo avviso, potevano sorgere a causa di regole d'ingaggio sempre più restrittive e alla natura delle indagini sui membri delle forze speciali. I documenti divulgati vennero poi passati al setaccio dall'ABC, che trovò prove di crimini di guerra, che raccolse in una pubblicazione, gli Afghan Files. Tuttavia, McBride sarebbe rimasto insoddisfatto del resoconto dell'ABC sui suoi documenti.
Nel settembre del 2018, McBride viene arrestato nell'aeroporto di Sydney e viene accusato di furto di proprietà appartenente al Commonwealth, violando l'articolo s 131(1) del Criminal Code Act del 1995; nel marzo del 2019 viene accusato di altri quattro reati, tre dei quali riguardano la violazione dell'articolo s 73A(1) del Defence Act del 1903, mentre l'ultimo riguarda la violazione dell'articolo s 70(1) del Crimes Act del 1914, ossia la divulgazione di documenti di proprietà del Commonwealth. McBride si dichiara non colpevole per ciascun capo d'accusa durante l'udienza preliminare del 30 maggio 2019. Il suo team legale comprendeva Nick Xenophon e Mark Davis.
Nell'ottobre del 2022, è stato reso noto che il caso contro McBride sarebbe andato a processo. McBride e i suoi avvocati avevano tentato di far cadere l'accusa chiedendo la protezione prevista dalle leggi australiane sugli informatori. L'applicazione di questa legge faceva leva sulla testimonianza di due esperti. Tuttavia, il Governo australiano si mosse per impedire per motivi di sicurezza nazionale che la testimonianza fosse ascoltata. Di conseguenza, McBride e il suo team dichiararono che "c'erano poche prospettive di successo senza le loro prove".
Durante il processo, gli avvocati di McBride affermano che quest'ultimo aveva agito a causa della sua preoccupazione circa la natura delle "eccessive indagini (n.d.e. della Difesa) sui soldati" in Afghanistan. McBride riteneva che le investigazioni fossero un "esercizio di pubbliche relazioni" per compensare le precedenti pubbliche accuse di crimini di guerra. Il giudice David Mossop afferma, dunque, che "dal modo in cui (McBride) tratta i fatti sembra che i piani alti abbiano agito illegalmente, portando avanti troppe indagini su queste persone, e che questa sia stata la fonte di illegalità che è stata scoperta". L'accusa esprime, dunque, preoccupazioni sul fatto che il personale militare "sia in grado di agire in riferimento a qualcosa di così nebuloso come l'interesse pubblico".
McBride si dichiara colpevole il 17 novembre 2023. Il patteggiamento avviene dopo che il giudice Mossop stabiliva che avrebbe istruito la giuria in arrivo sul fatto che McBride non era obbligato ad agire nell'interesse pubblico sotto il suo giuramento di servizio. Il governo è stato anche autorizzato a chiedere l'immunità per i documenti che il team legale di McBride sperava di usare per non danneggiare l'interesse pubblico (ossia public-interest immunity, principio del Common law). Non è concesso alcun appello per entrambe le decisioni e il 14 maggio 2024 McBride è condannato a cinque anni e otto mesi di carcere.

## Vita privata
McBride ha due figlie con la ex moglie Sarah McBride (nata Green). La coppia si è separata nel 2016.
Un ritratto di McBride, intitolato The Whistleblower (L'Informatore), realizzato da Kate Stevens, ha vinto il 2023 Portia Geach Memorial Award.
Nel 2023, Crikey nomina McBride la loro persona dell'anno.

## Opere
- McBride, David (8 June 2019). "My duty was to stand and be counted: Why I leaked to the ABC". The Sydney Morning Herald. - Autobiographical profile with photos
- McBride, David (November 2023). The Nature of Honour. Viking Press. ISBN 9781760897994